# Varšavská mořská panna

Varšavský městský znak

Varšavská mořská panna (polsky: Warszawska Syrenka) je symbolická postava ze znaku hlavního města Polska Varšavy.
Nejstarší obraz Varšavské mořské panny je z roku 1390. Tento znak ukazuje postavu s ptačíma nohama a tělem draka. V následujícím století (1459) se panna proměnila v ženu s rybím ocasem, lidským torzem s rukama a ptačíma nohama s drápy. Podoba panny s rybím ocasem vznikla roku 1622 a v této verzi se symbol užívá až do dneška. V levé ruce mořská panna drží štít, v pravé ruce krátký meč. V aktuální verzi, schválené v roce 1938, je Varšavská mořská panna ve znaku hlavního města Varšavy zobrazena na červeném pozadí.

## Sochy
Ve Varšavě existují tři sochy mořské panny:
- Starší vytvořil v letech 1854–1855 sochař Konstanty Hegel. Byla odlita z měkké slitiny zinku a v roce 1855 umístěna na Staroměstském náměstí. V období 1928–2000 byla socha umístěna na různých místech a často byla poškozována vandaly. Až v listopadu 1999 se vrátila na své historické místo na Staroměstském náměstí. Socha byla lehce poškozena během druhé světové války. V roce 2008 byla socha odlita znovu z trvalého bronzu, starý zinkový originál byl 1. června téhož roku věnován Historickému muzeu hlavního města Varšavy. Další kopie sochy byla vyhotovena na žádost kanceláře prezidenta Polska jako dar pro prezidenta Gruzie.

- Sochařka Ludwika Nitschowa vytvořila v roce 1939 novou sochu. Modelem pro ni stála etnografka Krystyna Krahelska, která později zahynula během Varšavského povstání v roce 1944, když pracovala jako zdravotní sestra. Socha měla být původně postavena na pilíři uprostřed Visly, ale nakonec byla postavena na levém břehu naproti ulici Tamka.

- Třetí sochu vytvořil sochař Jan Wojdyga v roce 1905. Nachází se na viaduktu Markiewicze na ulice Karowé.

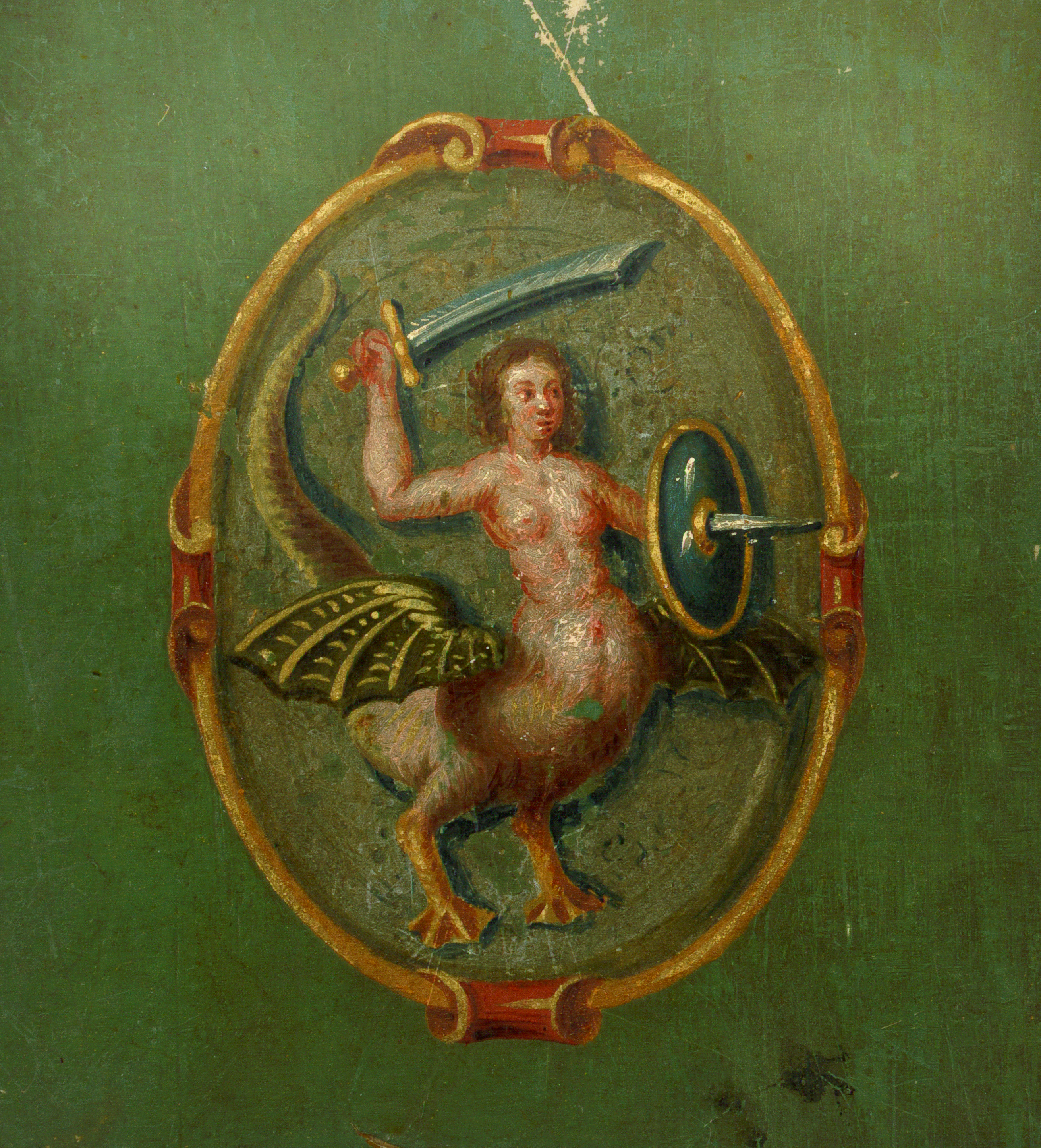
Znak Staré Varšavy na obálce knihy "Regestrum proventuum et expensorum civitatis antiq[ue] varsaviae"
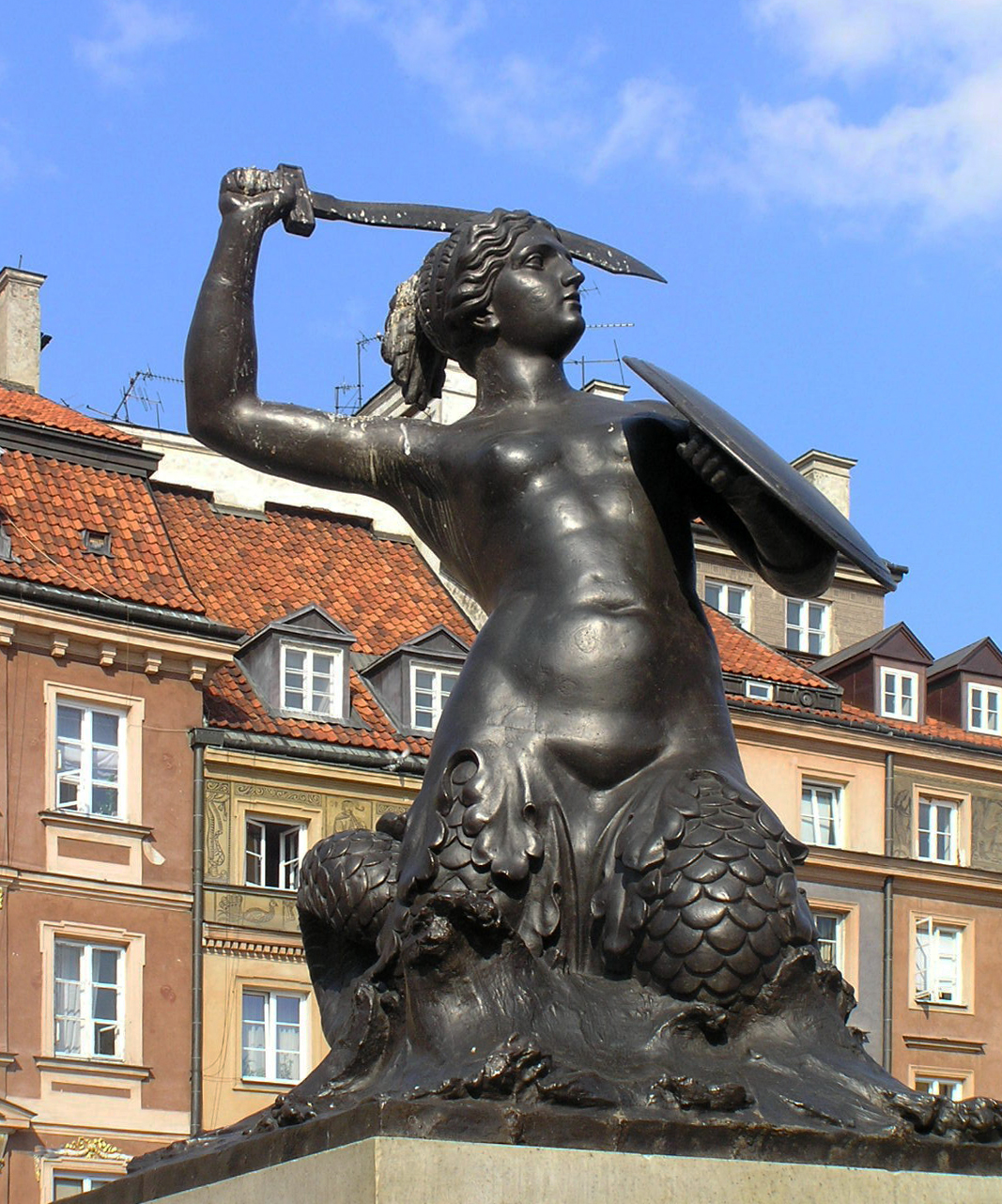
Varšavská mořská panna na Staroměstském náměstí
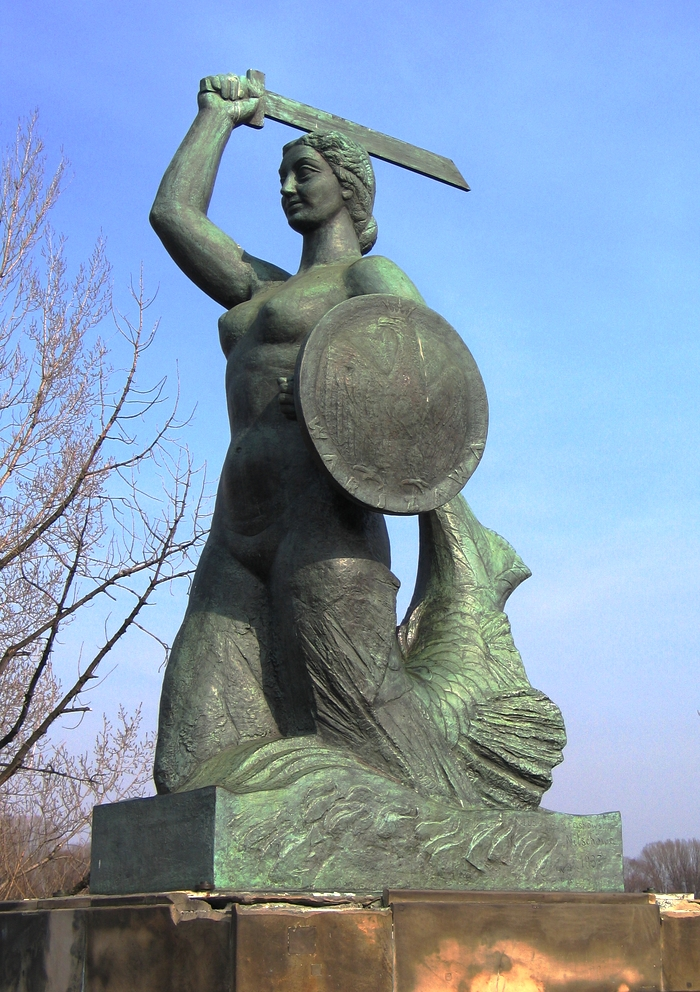
Varšavská mořská panna na levém břehu Visly
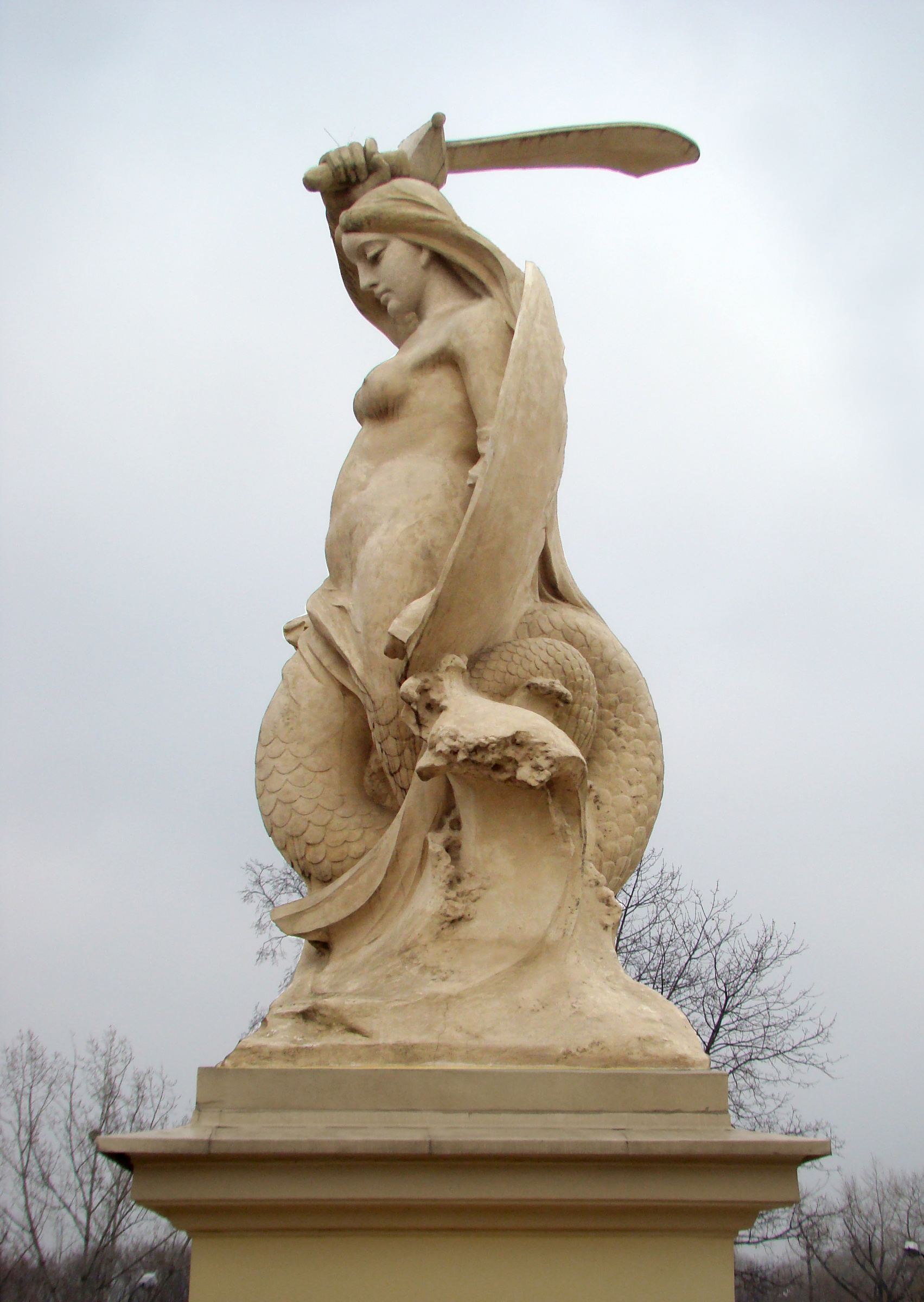
Varšavská mořská panna na ulice Karowé
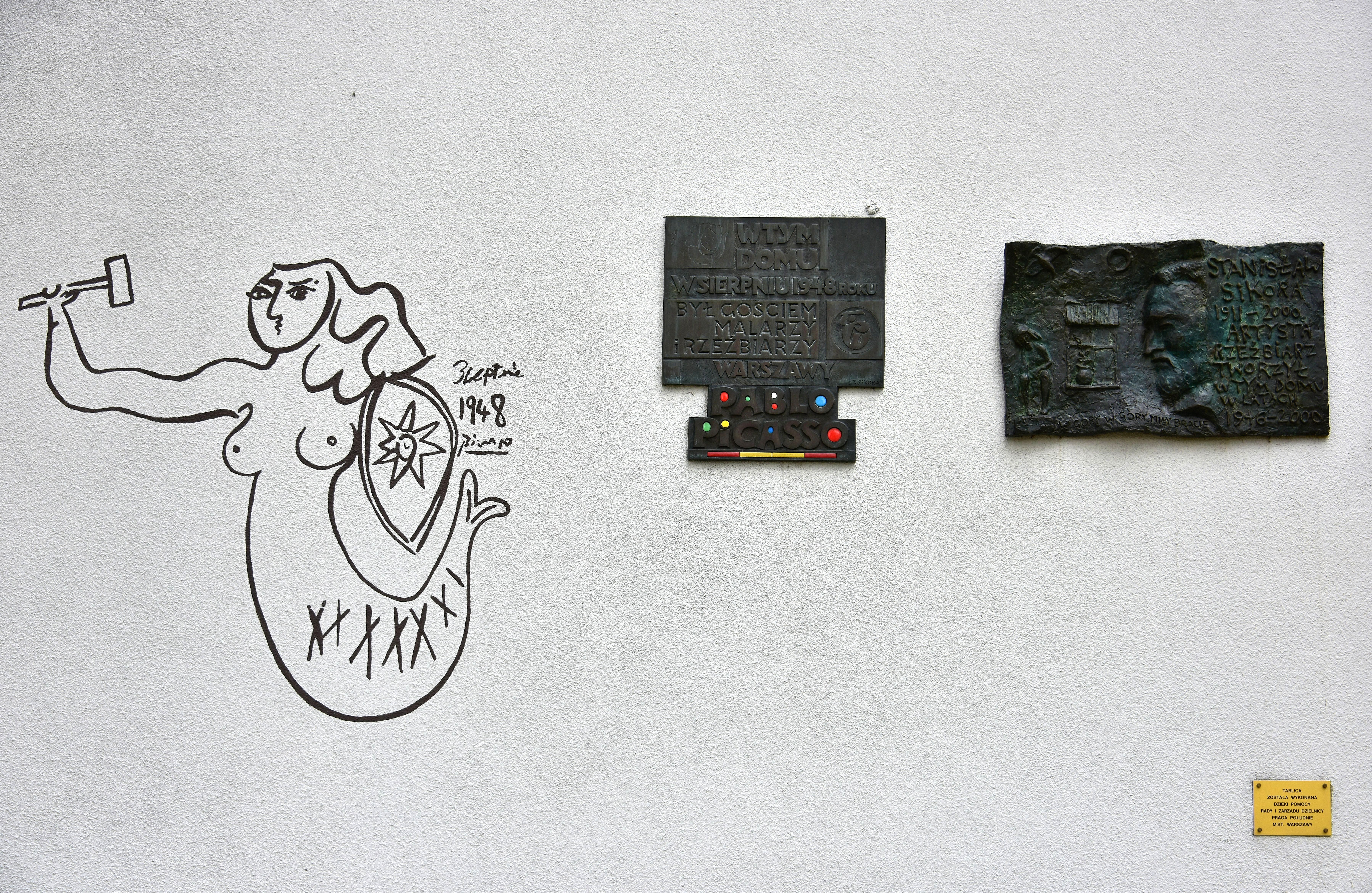
Mořská panna Pabla Picassa znovu vytvořená na zdi budovy na ul. Obrońców 28/30